# 李代桃僵
李代桃僵（りだいとうきょう、李（すもも）が桃の代わりに僵（たお）れる）は兵法三十六計の第十一計にあたる戦術。
桃（高い価値がある果実）の木を守るために、李（桃より価値が低い果実）の木が倒れる。
損害を受けざるを得ないときには、不要な部分を犠牲にして、全体の被害を少なく抑えつつ勝利するように図る戦術のこと。
孫臏が斉の田忌に仕えたとき、威王が主催する競馬大会が開かれていた。田忌と威王にはそれぞれ上・中・下の三種類の馬がいたが、それぞれの実力は伯仲し、勝負の行方は知れない状態だった。そこで孫臏は威王の上・中・下の馬に対して下・上・中の順番で当てるように献策し、その結果最初の一頭は負けたが後の二頭は勝ったので勝負は田忌の勝ちとなった。田忌は大いに面目をほどこし、以後孫臏の知略を信頼するようになった。
上の孫臏の話は競馬で田忌に例示したのだが、北宋の蘇洵の「権書」などで解説されているように、真意は軍事の計略を示すものである。すなわち、敵の上軍には己の下軍をあて、敵の中軍には己の上軍をあて、敵の下軍には己の中軍をあてる。このようにすれば、己の下軍は犠牲となって敵の上軍に屠られるが、全体では我軍が二勝一敗となって最終的に勝利する結果となると言うものである。
ハンニバルはカンナエの戦いで、敵の中央突破に備え、中央には弱兵を置いて層を厚くし、その左右に強兵を置いた。果たして中央で敵を食い止めている間に、味方の強兵が左右の敵を蹴散らし、更に別働隊の騎兵が後ろに回りこみ包囲が完成。敵は大混乱に陥り、２倍の敵を殲滅する大勝を収めた。